# Asociación Internacional de Agua de Minas
La Asociación Internacional de Agua de Minas (IMWA, International Mine Water Association) se formó como primera asociación científica-tecnológica del mundo que se dedica exclusivamente a asuntos relacionados con aguas de mina.

## Historia
La asociación fue formada en 1979 en Granada (España), basada en un aumento significativo de problemas relacionados con aguas en el sector minero. Durante los primeros años el mayor enfoque fue el de riesgos y seguridad relacionados con agua en minería. Luego otros temas relacionados al medio ambiente y agua de mina se fueron potenciando.
Desde su comienzo IMWA procuró incrementar la comunicación y colaboración entre científicos, mineros, consultoras y estudiantes. Por eso se organizan cada tres años congresos sobre el tema aguas de mina. En los años entre medio se desarrollan simposios con el mismo objetivo.
En 2008 se contó con 232 participantes de 40 naciones en el décimo congreso de IMWA, que esa vez se celebró en Carlsbad (República Checa).

## Publicaciones
Desde 1982 se publica el Journal de IMWA que se tituló Journal of the International Mine Water Association y desde 1994 se cambió a Mine Water and the Environment. Hoy, el Journal está disponible electrónicamente (ISSN 1616-1068) o imprenta (ISSN 1025-9112) del editorial Springer (Heidelberg, Alemania) y se distribuya quatrimestralmente (marzo, junio, septiembre y diciembre) a más que 400 suscriptores. Los artículos son descargados algunos mil veces.
Adicionalmente, desde 2008 se publica una serie de libros que se llama Mining and the Environment, también de Springer. El primer tomo se dedicó a la gestión de agua de mina y tracertests. El segundo tomo, planeado para 2009, tratará de lagos ácidos de minería a cielo abierto.

## Congresos y Simposios
Desde su fundación IMWA celebró diez congresos y diversos simposios que en cada caso fueron organizados por los miembros locales:
- Budapest/Hungría 1982 (1.er congreso)
- Granada/España 1985 (2º congreso)
- Nottingham/Gran Bretaña 1986
- Katowice/Polonia 1987
- Melbourne/Australia 1988 (3º congreso)
- Lisboa/Portugal 1990
- Ljubljana•Pörtschach/Slovenia•Austria 1991 (4º congreso)
- Chililabombwe/Zambia 1993
- Nottingham/Gran Bretaña 1994 (5º congreso)
- Denver/EE. UU. 1995
- Portorož/Slovenia 1996
- Bled/Slovenia 1997 (6º congreso)
- Johannesburgo/Sudáfrica 1998
- Sevilla/España 1999
- Kattowice/Polonia 2000 (7º congreso)
- Belo Horizonte/Brasil 2001
- Freiberg/Alemania 2002
- Johannesburgo/ Sudáfrica 2003 (8º congreso)
- Newcastle/Gran Bretaña 2004
- Oviedo/España 2005 (9º congreso)
- St. Louis/EE. UU. 2006
- Cagliari/Italia 2007
- Carlsbad/República Checa2008 (10º congreso)
- Pretoria/Sudáfrica 2009
- Cape Breton/Canadá 2010

Para los próximos años se reunirá en las siguientes localidades:
- Aquisgrán/Alemania 2011 (11º congreso)
- Denpasar/Indonesia 2012

## Miembros
En 2008 la Asociación Internacional de Aguas de Mina tiene 470 miembros de 40 naciones con dos grupos locales den Europa (PADRE) y América del Norte. Entre 1997 y 2008 la cantidad de asociados aumentó de solo 70 al número de hoy. Eso se debe principalmente a la significancia incremente de aguas en minería y sobre todo a un continuo progresos de asuntos ambientales en esta área.
La asociación cuenta con la mayor parte de sus miembros en América del Norte seguido por Europa y Australia.